# Симеон Верхотурский

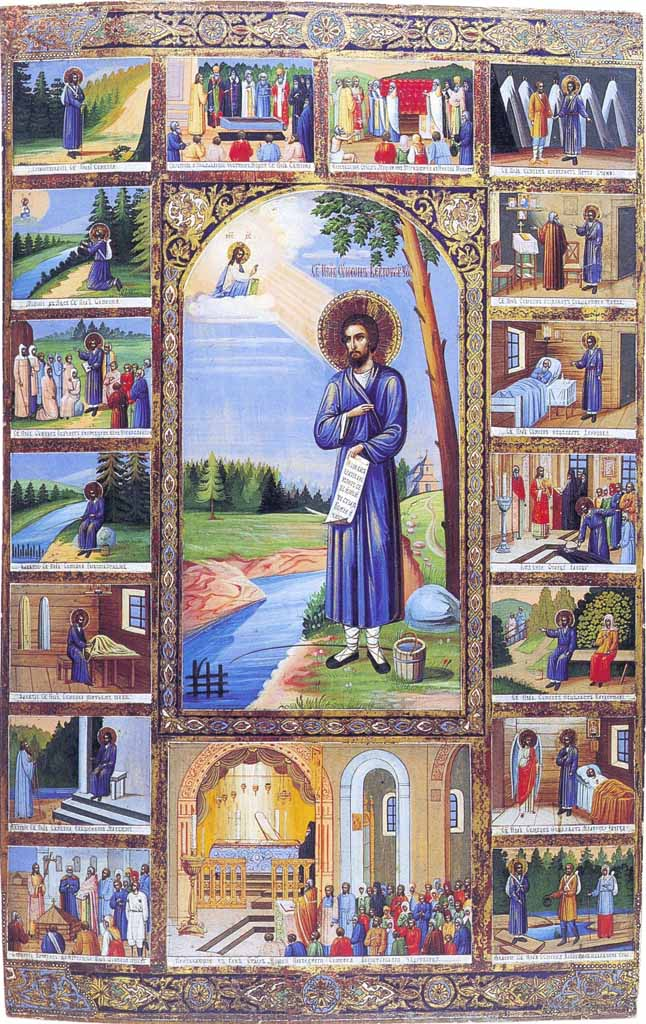
Икона «Симеон Верхотурский с житием»

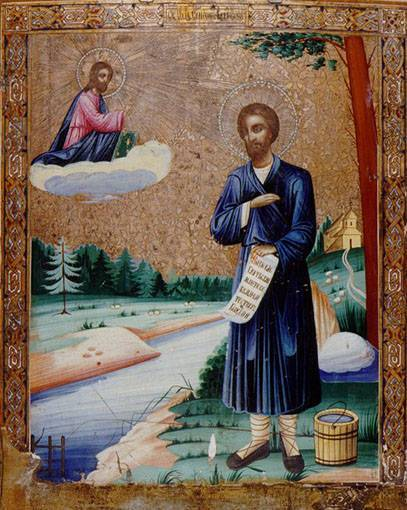
Икона «Симеон Верхотурский», хранится в Новосибирской картинной галерее

Симеон Верхотурский (Симеон Меркушинский; 1607 — 1642, Меркушино, Тобольский разряд) — святой Русской православной церкви, почитается в лике праведных.
Память совершается:
- 18 (31) декабря — день прославления
- 12 (25) сентября — первое перенесение мощей
- 12 (25) мая — второе перенесение мощей
- 29 января (11 февраля) — Собор Екатеринбургских святых
- 10 (23) июня — Собор Сибирских святых

Симеон Верхотурский почитается как небесный покровитель уральской земли.

## Жизнеописание
Сведения о жизни Симеона очень краткие и известны только из его жития, составленного в конце XVII века на основе рассказов его современников — «Повесть известная и свидетельствованная о проявлении честных мощей и отчасти сказание о чудесах святаго и праведнаго Симеона новаго сибирскаго чудотворца». Составил эту повесть митрополит Тобольский и Сибирский Игнатий, после того как освидетельствовал в 1695 году обретенные мощи праведника.
Согласно житию, Симеон родился около 1607 года в знатной боярской семье в Европейской России, но имена родителей неизвестны. После смерти родителей в Смутное время пришёл на Урал и сначала поселился в Верхотурье. В 1620 году перебрался в село Меркушино (около 53 км к востоку от Верхотурья). Именно в Меркушине и его окрестностях он провёл бо́льшую часть жизни, скрывая своё происхождение.
В селе посещал местную деревянную церковь Святого Архангела Михаила. В десяти верстах от Меркушина, на берегу реки Туры Симеон летом уединялся для молитвы, добывая себе пропитание рыбной ловлей; сохранился камень, на котором любил сидеть, ловя рыбу. Зимой он занимался пошивом шуб для крестьян в сёлах Верхотурского уезда. Обыкновенно деревенские портные шили одежду не у себя дома, как в городах, а в домах своих заказчиков, куда они являлись по приглашению. Симеон шил в основном «шубы с нашивками», занимался работою на бедных людей, с которых по большей части отказывался брать плату за свои труды. Он считал вполне достаточным для себя вознаграждением кров и пищу, которыми пользовался у хозяев во время работы. Отличался нестяжанием и, чтобы не получать платы, оставлял одежду недошитой и уходил из села. Проповедовал покорность и ещё при жизни заслужил подвижничеством и честностью славу праведного. Праведный Симеон явил собою новый тип святости — «опрощения». Вёл проповедь христианства среди вогулов. 
Симеон скончался между 1642 и 1659 годами, в рукописных святцах указывают, что скончался в лето 7150 (с сентября 1641 по август 1642 года) в селе Меркушино Верхотурского уезда Тобольского разряда, подчинённого Сибирскому приказу, ныне село входит в Верхотурский городской округ Свердловской области, был похоронен на кладбище при Михаило-Архангельской церкви села Меркушино.

## Обретение мощей
В 1692 году гроб Симеона поднялся из могилы, так что в нём стали видны его останки. Местные жители расценили это как признак святости умершего, но его имя вспомнить не смогли. После этого появились сообщения о чудесных исцелениях, связанных с Симеоном (в основном исцеление кожных заболеваний с помощью земли из могилы святого). В 1693 году в Меркушино сибирским архиереем был направлен клирик Матфей для изучения сообщений о чудесах. Он сделал сообщение митрополиту и дал указание построить над могилой небольшой голбец.
18 (28) декабря 1694 года по указанию митрополита Сибирского и Тобольского Игнатия игуменом Далматовского монастыря Исааком с прочими клириками было совершено освидетельствование мощей и опрос о имевших место исцелениях. На следующий день в Меркушино прибыл сам митрополит, но, выслушав донесение Исаака, что «в гробе нашли совершенно целое тело, исключая истлевших пальцев у одной руки и платья, и что при свидетельствовании они ощутили от тела благовонный запах», отнёсся к данному факту скептически. Житие сообщает, что после этого у митрополита заболел глаз и он, решив, что это кара за его сомнение, сам освидетельствовал мощи. В гробе, поднятом из могилы, были найдены костные останки, плотно покрытые плотью, и истлевшая одежда. Игнатий объявил их нетленными и спросил у собравшегося народа, об имени и житии. Семидесятилетний старец Афанасий и сказал о праведнике следующее: «Житие его было доброе, и муж добродетельный, из российских городов отечество его, и дворянской породы, пришельцем странствовал в Верхотурском уезде; ремесло же его было шитье портное и шубы с нашивками хамьянными, или ирхами; притом послушлив и услужлив, и к Богу прилежен, и в церковь на молитву и службу Божию в обыкновенное время ходил, болен же был чревом, а имени его сказать не упомню…». Отъехав верст на семь от Меркушино, владыка заснул и увидел такой сон: стоит пред ним множество народа, и все рассуждают об имени святого праведника. «Симеоном зовут его! Симеоном зови его!» Игнатий остановился в Николаевском монастыре и тут рассказал свой сон архимандритам Сергию и Александру и игумену Исааку. Выслушав рассказ иерарха, настоятели пришли к тому заключению, что видение сие есть Божие откровение. С их взглядом согласился и сам владыка и повелел именовать новоявленного угодника Божия Симеоном.
30 декабря 1694 года (9 января 1695 года) Игнатий вновь посетил Меркушино, вторично освидетельствовал мощи, перенёс их в церковь и покрыл гроб шёлковой пеленой, а также дал указание собрать сведения о жизни святого. На их основе было составлено житие и акафист праведного Симеона.

## Почитание

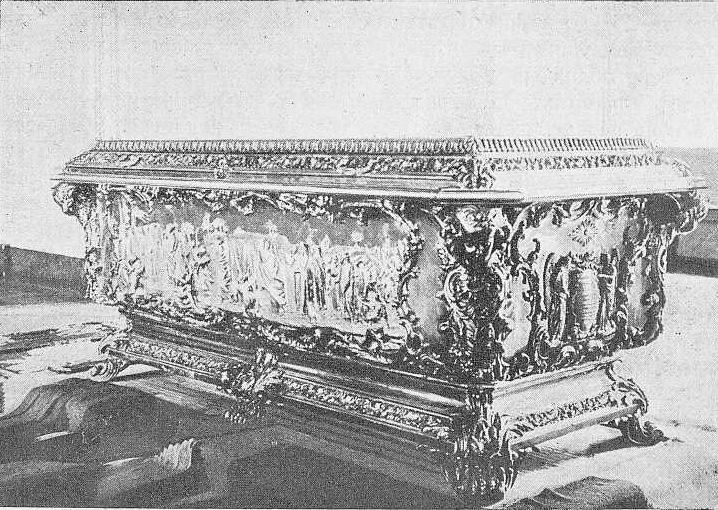
Рака с мощами Симеона Верхотурского работы Ф.А. Верховцева

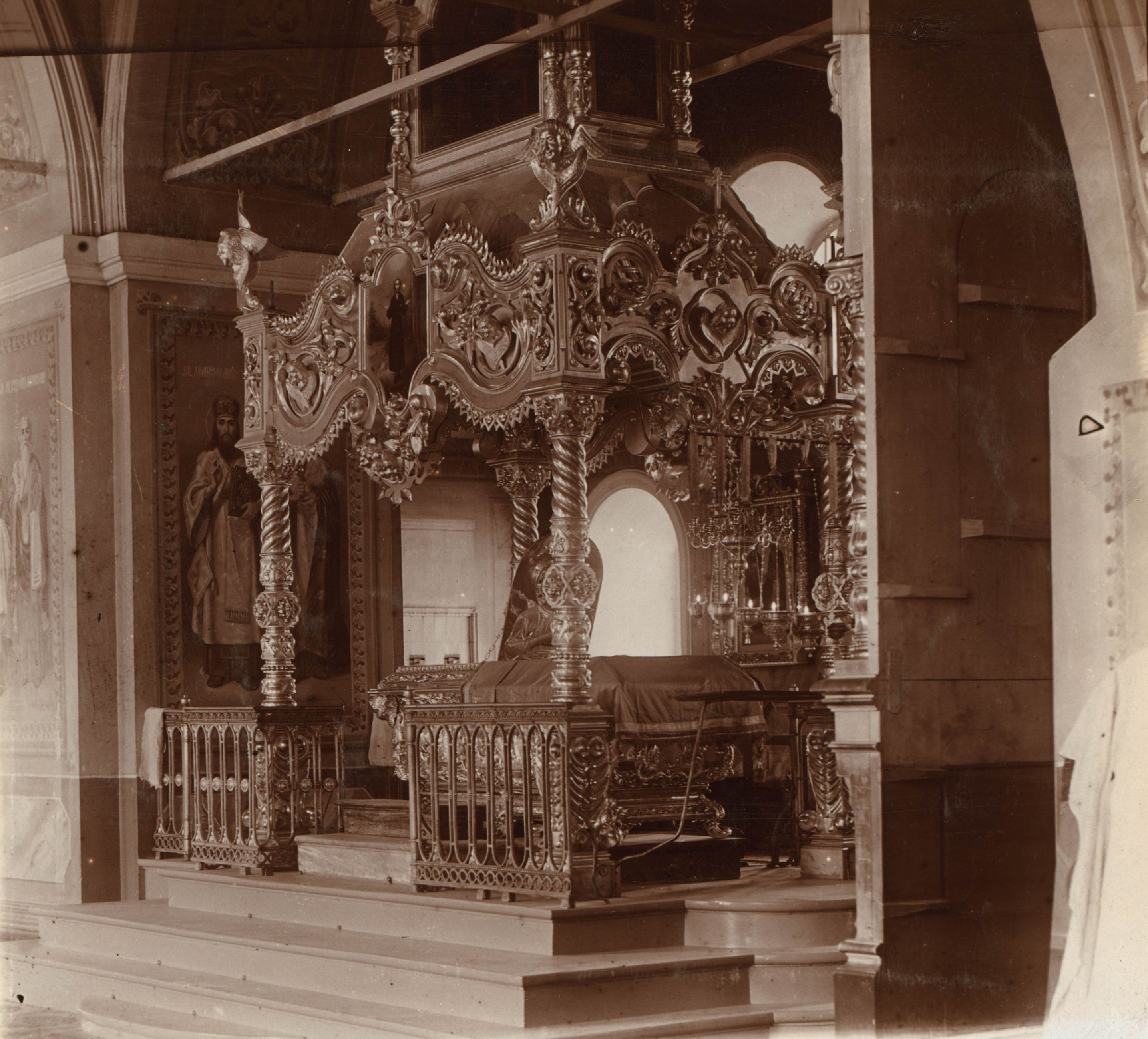
Рака с мощами Симеона Верхотурского в Николаевском монастыре, 1910 год

Верхотурский воевода Алексей Иванович Калетин и таможенный голова Петр Худяков от лица верхотурских граждан просили у митрополита Филофея разрешения перенести мощи праведного Симеона из села Меркушино в город Верхотурье. Перенесение было назначено на 8 (19) сентября 1704 года, но была ненастная погода и перенесение мощей отложили. По решению архимандрита Израиля мощи праведного переложили в новый гроб из кедрового дерева в форме большого ящика с выдвижною крышкой. Снаружи рака была украшена резьбой, а внутри обложена кожей и лебяжьим пухом. Старый гроб оставили в селе Меркушино и он согорел вместе с Михаило-Архангельской церковью 17 (28) января 1777 года. Почитали и место погребения Симеона в селе Меркушино, из которого забил родник. Над ним была деревянная часовня, которую в 1808 году верхотурский житель Феодор Курбатов с разрешения митрополита Иустина перестроил в каменную.
12 (23) сентября 1704 года мощи Симеона из Меркушина были перенесены в Николаевский монастырь города Верхотурье, где их поместили в монастырской церкви Покрова Пресвятой Богородицы у правого клироса. С перенесением мощей предание связывает чудесную остановку крестного хода по молитве хромого юродивого Космы, желавшего отдохнуть. В 1716 году церковь была уничтожена при пожаре, но рака с мощами не пострадала. 
В 1798 году титулярный советник Алексей Феодорович Турчанинов с супругою Фелицатою Стефановной заказали на Троицком Соликамском заводе медную раку с крышкою. В некоторых местах она была посеребрена, украшена резьбою и пятью клеймами, в которых вычеканены были различные надписи: даты явления святых мощей и их перенесения, имя императора, в царствование которого совершилось перенесение, а также имя Верхотурского градоначальника того времени и имена соорудителей раки. Мощи праведного Симеона в том же самом кедровом гробе, в котором они перенесены были из Меркушино, положили в новую раку и оставили на прежнем месте, на возвышенном, с двумя ступенями, помосте, под аркою, особо устроенной в стене, которая отделяла Николаевский храм от Симеоно-Аннинского придела.
В 1838 году после восстановления храма её установили в приделе Симеона Богоприимца и Анны Пророчицы, который в 1863 году был переименован во имя святого праведного Симеона Верхотурского. В 1846 году выполнена новая серебренная рака на 6-ти серебряных вызолоченных ножках, работы Фёдора Андреевича Верховцева, за счет пожертвований купцов из Екатеринбурга и Верхотурья, стоимость раки равнялась 14573 рублям серебром. На крышке изображен во весь рост Симеон и два ангела, держащие в руках свиток с надписью: «Святый Симеон, Верхотурский чудотворец». На четырех сторонах раки вычеканены различные изображения: перенесение мощей из Меркушино в Верхотурье; Симеон, молящийся в чаще леса, сети и неводы, закинутые для ловли рыбы; надпись: «Сие честные мощи святаго праведнаго Симеона Верхотурского чудотворца, обретены нетленными, Верхотурскаго уезда, в селе Меркушине, 1682 года»; надпись: «Сие честные мощи угодника Божия Симеона праведного, Верхотурского чудотворца, принесены в обитель верхотурскую в 1704 году, сентября 12 дня, при царе Петре Алексеевиче и настоятеле архимандрите Израиле». Переложение мощей в раку было 12 (24) сентября 1848 года.
В Екатеринбурге в 1886 году было организовано Братство святого праведного Симеона, Верхотурского чудотворца, имевшее целью духовное просвещение. При нём в 1901 году был образован миссионерский фонд для поддержки обездоленных и лиц, вернувшихся из раскола и сектантства.

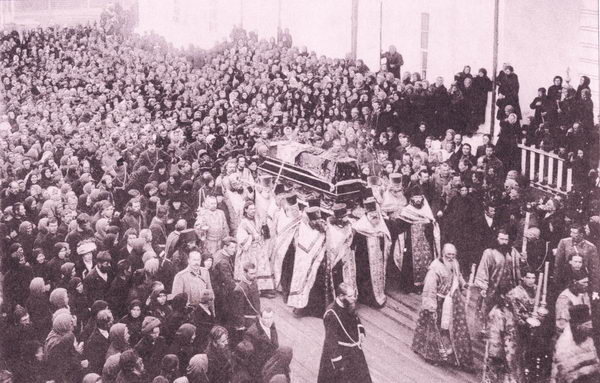
Крестный ход с мощами праведного Симеона 27 мая 1914 года

Мощи святого привлекали в монастырь многочисленных паломников, число которых в начале XX века достигало 60 000 человек в год. В связи с этим в 1913 году в Николаевском монастыре был построен Крестовоздвиженский собор, рассчитанный на 8-10 тысяч человек. Освящение собора и перенос в него мощей уральского праведника состоялось 11 (24) сентября 1913 года, когда отмечалось 300-летие дома Романовых. В этот день в монастырь пришла телеграмма из Ливадии, от царской семьи:

Верхотурье. Николаевский монастырь 

Настоятелю о. Ксенофонту
От души приветствуем Вас и братию с высокоторжественным днём освящения нового храма, дорогой нашему сердцу обители и с завтрашним великим праздником. Просим ваших молитв перед ракой Преподобного.
Николай. Анастасия

В 1914 году императорская семья пожертвовала резную серебряную сень для раки с мощами Симеона. Сень была сделана по эскизу «царского места» (молитвенного трона под сенью) царя Иоанна Грозного из Успенского собора Московского Кремля. Её торжественно перенесли из Екатеринбурга в Верхотурье крестным ходом, который продолжался 20 дней. В нём приняли участие несколько тысяч паломников, прошедших пешком более 350 км. 27 мая (9 июня)  1914 года мощи Симеона Верхотурского были торжественно перенесены из Николаевского храма в Крестовоздвиженский собор Николаевского монастыря.

### Вскрытие, изъятие и возвращение мощей
После революции 1917 года власть в Верхотурье перешла к большевикам, и 17 августа 1918 года по требованию председателя Чрезвычайной следственной комиссии Сабурова было проведено первое вскрытие мощей праведного Симеона. Примирительная позиция настоятеля Николаевского монастыря архимандрита Ксенофонта позволила избежать выступления верующих, возмущённых кощунством, и вскрытие ограничилось только снятием с мощей покровов. В сентябре 1918 года город перешёл под контроль Русской армии Александра Колчака.

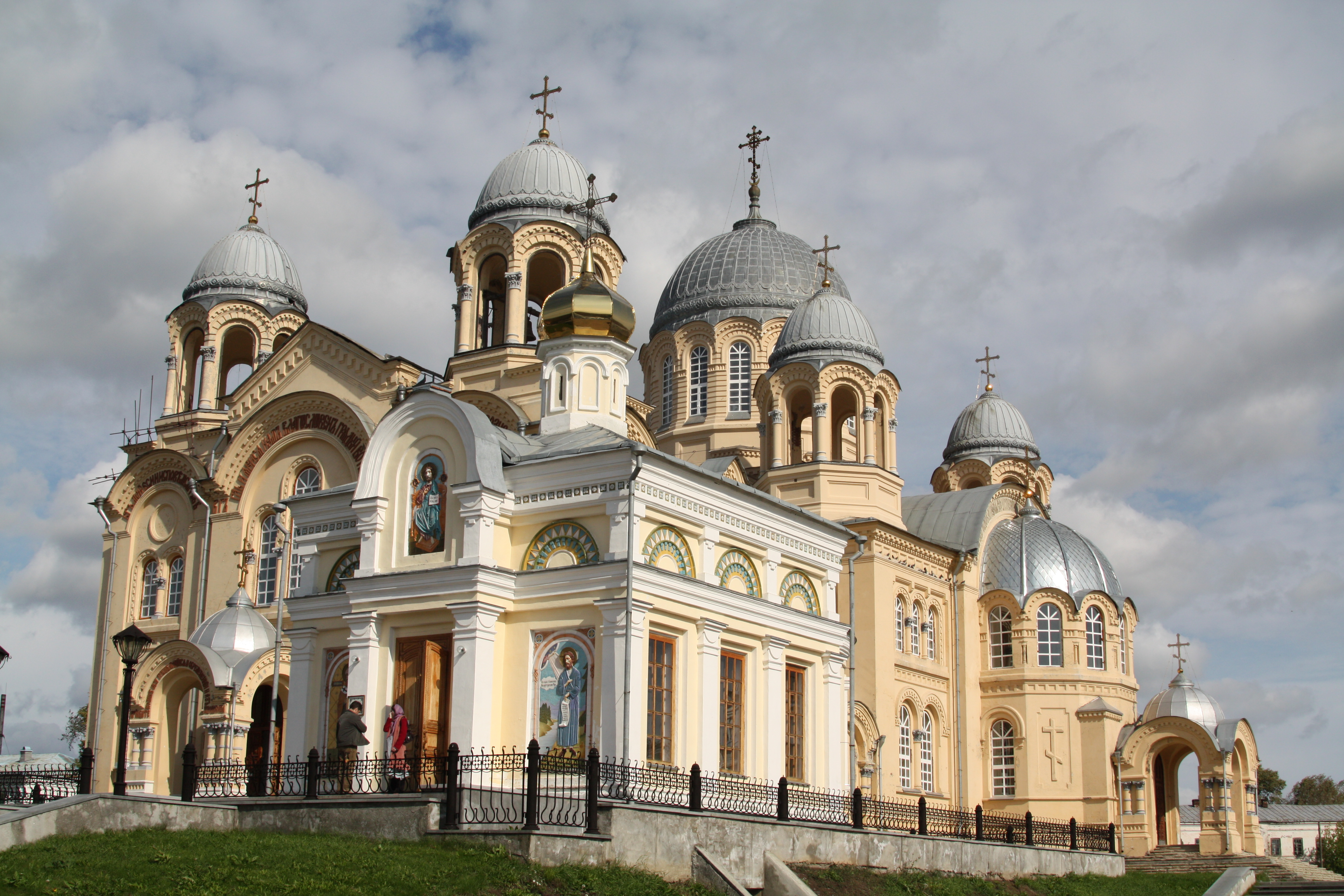
Крестовоздвиженский собор Верхотурского Николаевского монастыря

В июне 1919 года Белая армия начала отступление из Верхотурья. Архимандрит Ксенофонт принял решение об эвакуации насельников вместе с белогвардейцами. Церковные ценности и реликвии, включая мощи Симеона Верхотурского, были спрятаны в монастыре и в его скиту, с собой монахи забрали только серебряную раку из-под мощей. Сам архимандрит не смог далеко уехать от монастыря, как он позднее писал, «какие-то хулиганы из белых солдат, невзирая на мой чин архимандрита, моих лошадей отобрали, оставив свои клячи, на которых ехать было невозможно». Путь с ракой продолжили семеро монахов во главе с игуменом Аверкием, но на границе Ирбитского уезда, видя, что белогвардейцам нет дела до них, остановились в Красносельском женском монастыре, а в феврале 1920 года вернулись вместе с ракой в Верхотурье, находившееся под контролем советских властей.
25 сентября 1920 года в день памяти Симеона Верхотурского в монастыре собралось до 15 тысяч паломников, и в этот день в рамках советской антирелигиозной компании состоялось вскрытие раки с мощами праведного Симеона. Для вскрытия была назначена комиссия, в которую вошли: председатель Екатеринбургской ЧК Андрей Георгиевич Тунгусков, председатель Верхотурского уездного исполкома Александр Иванович Ларичев, доктор Петров и другие лица. Толпа верующих была взволнована, и её успокоил архимандрит Ксенофонт, который объяснил верующим, что вскрытие мощей не нарушит их святость, и вместе с братией вынес раку из церкви, открыл её и выложил мощи на стол. Через два часа после этого было получено разрешение вернуть мощи на прежнее место, но драгоценную раку изъяли «в пользу голодающих». 2 июня 1924 года мощи обследовала комиссия областного отдела здравоохранения и, найдя обряд приложения к мощам негигиеничным, опечатала гроб и строго ограничила к нему доступ. 
30 мая 1929 года мощи изъяли из монастыря и передали в Тагильский музей для антирелигиозной работы. Однако в 1935 году в журнале «Советское краеведение» был опубликован материал о состоянии этой музейной экспозиции:

Слабо оформлен и антирелигиозный аспект в музее. Когда заходишь в комнату, где выставлены остатки костей «нетленного» Симеона Верхотурского, невольно чувствуешь, что вошёл в какую-то молельню. Здесь собрана вся священная утварь, паникадила, громадное Евангелие. Во всей системе этой выставки нет ничего антирелигиозного.

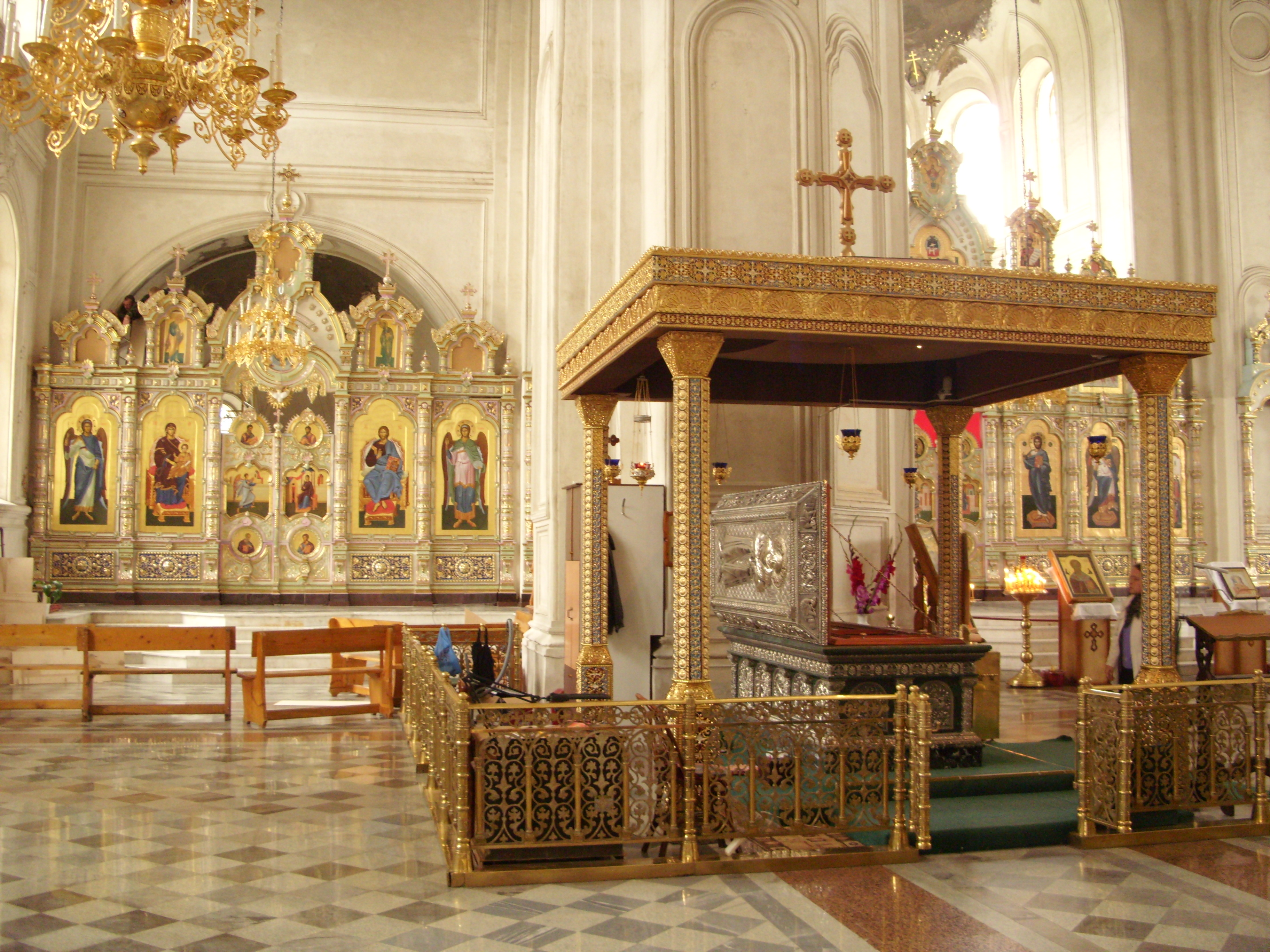
Рака с мощами праведного Симеона в Крестовоздвиженском соборе

После публикации этого материала директор музея Александр Николаевич Словцов был арестован в октябре 1934 года и скончался через десять лет в Хабаровском исправительно-трудовом лагере. В конце 1935 года мощи передали в Уральский антирелигиозный музей, располагавшийся в Екатеринбурге в Ипатьевском доме. После расформирования фондов музея 7 октября 1946 года мощи Симеона передали в запасники Областного краеведческого музея, где они хранились как «экспонат № 12125». 29 сентября 1947 года Товия, епископ Свердловский и Челябинский, обратился с письмом к уполномоченному по делам религии по Свердловской области Смирнову с просьбой о возвращении церкви мощей праведного Симеона, которое осталось без ответа.
11 апреля 1989 года мощи вернули Русской православной церкви и поместили в свердловском храме Спаса Всемилостивого. 25 сентября 1992 года основную часть перенесли в отреставрированный и вновь освящённый Крестовоздвиженский собор Николаевского монастыря города Верхотурье, ныне город — административный центр Верхотурского городского округа Свердловской области.